# Tony the Beat
«Tony The Beat» es el tercer sencillo del álbum Dying to Say This to You de la banda de la banda sueca de New Wave, The Sounds.
"Tony The Beat" fue incluido en el CD de Remixes de Tommie Sunshine llamado Ultra Rock: Remixed CD. Este incluye cuatro mezclas de la canción: "TS Maxi Vocal", "Brooklyn Fire Remix", "12 inch Mix" y su versión "Radio Edit". Otra remezcla de Tony The Beat es "Rex The Dog Remix" disponible en "Tony The Beat: The Remixes".
La canción fue incluida en el año 2007, en la comedia romántica Music and Lyrics.
- Datos: Q6148893